# Claudio Licciardello
Claudio Licciardello, född den 11 januari 1986 i Catania, är en italiensk friidrottare som tävlar i kortdistanslöpning.
Licciardello deltog vid EM i Göteborg 2006 där han blev utslagen i semifinalen på 400 meter. Han deltog även vid Olympiska sommarspelen 2008 där han åter blev utslagen i semifinalen.
Hans stora genombrott kom på hemmaplan vid EM-inomhus 2009 där han blev både silvermedaljör på 400 meter efter Johan Wissman och guldmedaljör i stafetten över 4 x 400 meter. 